# Labbetusseviser
Labbetusseviser är ett musikalbum med Halvdan Sivertsen och Vibeke Sæther. Albumet innehåller barnvisor skrivna till TV-serien Labbetuss där Sivertsen och Sæther är programledare. Geir Børresen spelar "Labbetuss" och Åsmund Huser spelar handdockorna "Smitt og Smule". Albumet utgavs som LP 1983 av skivbolaget Igloo Records.

## Låtlista
Sida 1
1. "Kem e vi?" (Grete Høien/Halvdan Sivertsen)
2. "Her bor vi"
3. "Morrablues"
4. "Tannpussevise"
5. "Æsj" (Eyvind Skeie/Halvdan Sivertsen)
6. "Reisevise" (Eyvind Skeie/Halvdan Sivertsen)
7. "Bestefar sjømann"
8. "Gammel og god"
9. "Bamsen Bastian" (Eyvind Skeie/Halvdan Sivertsen)

Sida 2
1. "Sjuk"
2. "Redd" (Eyvind Skeie/Bjørn Tonhaugen)
3. "Gå seg bort" (Eyvind Skeie/Bjørn Tonhaugen)
4. "Ku, sau og høne"
5. "Passe dyr"
6. "Sjalusi"
7. Vennevise" (Eyvind Skeie/Bjørn Tonhaugen)
8. "Hjelpe til"
9. "Ballongvise" (Eyvind Skeie/Bjørn Tonhaugen)
10. "Labbetuss har bursdag"
11. "Trudeslutt"

- Alla låtar skrivna av Halvdan Sivertsen där inget annat anges.

## Medverkande
Musiker
- Halvdan Sivertsen – sång, akustisk gitarr
- Vibeke Sæther – sång, körsång
- Terje Nilsen – basgitarr
- Finn Robert Olsen – elektrisk gitarr
- Rune Mathisen – trummor
- Jan Gunnar Hoff – synthesizer
- Bjørn Tonhaugen – piano, cembalo, basgitarr, arrangement
- Henning Gravrok – saxofoner
- Anne Hveding – flöjt
- Jan Harald Fagermo – dragspel
- Rachel Krogtoft, Grete Kaspersen, Siri Bang, Ulla Hakalathi, Linda Bakken – körsång

Produktion
- Halvdan Sivertsen – musikproducent
- Asbjørn Krogtoft – musikproducent, ljudtekniker
- Marit Bakken, Linda Bakken – omslagsdesign